# Mekh
Mekh ou Mekhet est un ancien roi égyptien qui règne en Basse-Égypte à la période prédynastique de la Dynastie 0. Il est mentionné dans la pierre de Palerme.
Comme il n'existe aucune autre preuve de l'existence d'un tel souverain, certains égyptologues pensent qu'il pourrait s'agir d'un roi mythique préservé par la tradition orale, voire totalement fictif,.